# Chung Eun-Kyung
Chung Eun-Kyung, född den 22 mars 1965, är en koreansk landhockeyspelare.
Hon tog OS-silver i damernas landhockeyturnering i samband med de olympiska landhockeytävlingarna 1988 i Seoul.